# Лесун, Анатолий Фёдорович
Анато́лий Фёдорович Лесу́н (род. 27 февраля 1959, Паричи, Светлогорский район, Гомельская область, Белоруссия) — начальник Горьковской железной дороги — филиала ОАО «РЖД» с 28 октября 2009 года по октябрь 2021 года. Депутат Государственной Думы Федерального собрания Российской Федерации VIII созыва с 12 октября 2021 года.
Из-за нарушения территориальной целостности Украины во время российско-украинской войны находится под персональными международными санкциями всех стран Европейского союза, Великобритании, США, Канады, Швейцарии, Австралии, Японии, Украины, Новой Зеландии.

## Биография
Родился 27 февраля 1959 года в городском посёлке Паричи Гомельской области. В 1985 закончил Белорусский институт инженеров железнодорожного транспорта по специальности «Управление процессами перевозок на железнодорожном транспорте».
Начал свою трудовую деятельность в 1985 году на железнодорожной станции Лянгасово с должности дежурного по парку, затем работал дежурным по горке и маневровым диспетчером. В 1987 году — заместитель начальника станции Лянгасово, с 1987 по 1993 годы занимал должность начальника станции Лянгасово.
1993—1995 — первый заместитель начальника Кировского отделения ГЖД, 1995—1998 — начальник Кировского отделения ГЖД. В 1998 году работал начальником Кировского представительства ГЖД. 1998—2009 — заместитель начальника ГЖД.
С 2009 года и по 2021 год занимал должность начальника ГЖД.
С марта 2011 года — депутат Законодательного собрания Нижегородской области.
С октября 2021 года — депутат Государственной думы РФ.

## Международные санкции
23 февраля 2022 года внесён в санкционные списки стран Евросоюза за действия и политику, которые подрывают территориальную целостность, суверенитет и независимость Украины и ещё больше дестабилизируют Украину.
24 февраля 2022 года включён в санкционный список Канады «близких соратников режима» за голосование о признании независимости «так называемых республик в Донецке и Луганске».
24 марта 2022 года, на фоне вторжения России на Украину, включён в санкционный список США за «соучастие в войне Путина» и «поддержку усилий Кремля по вторжению в Украину», Госдеп США заявил что депутаты Госдумы используют свои полномочия для преследования инакомыслящих и политических оппонентов, нарушают свободу информации, ограничивают права человека и основные свободы граждан России.
По аналогичным основаниям, с 25 февраля 2022 года находится под санкциями Швейцарии. С 26 февраля 2022 года находится под санкциями Австралии. С 11 марта 2022 года находится под санкциями Великобритании. С 18 марта 2022 года находится под санкциями Новой Зеландии. С 12 апреля 2022 под персональными санкциями Японии.
Указом президента Украины Владимира Зеленского с 7 сентября 2022 года находится под санкциями Украины.

## Награды
- Почётный железнодорожник
- Заслуженный работник транспорта Российской Федерации
- Медаль «За боевые заслуги»
- Нагрудный знак «130 лет Министерству путей сообщения»
- Юбилейная медаль «100 лет Транссибирской магистрали»
- Юбилейный наградный знак «170 лет железным дорогам России»
- Орден «За заслуги» Российского Союза ветеранов Афганистана
- Юбилейный нагрудный знак «175 лет железным дорогам России»
- Юбилейный нагрудный знак «150 лет Горьковской железной дороге»

## Семья
Женат, есть сын.

## Книги
- И. А. Воробьев, А. Ф. Лесун, П. С. Иванов, Е.Г. Благин Предельная деформация транспортных систем и оценка их эксплуатационного ресурса. — Нижний Новгород: издательство «Книги», 2011 .